# Carinodes nestor
Carinodes nestor är en stekelart som först beskrevs av Cresson 1868.  Carinodes nestor ingår i släktet Carinodes och familjen brokparasitsteklar. Inga underarter finns listade.